# Avenida Almirante Juan José Latorre (Talcahuano)
La Avenida Almirante Juan José Latorre es una gran arteria vial de la ciudad de Talcahuano en Chile. Su nombre fue puesto en honor al Almirante Juan José Latorre.
La avenida Juan José Latorre es un eje que conecta La Unión y Avenida La Marina, permitiendo la conectividad del sector el Puerto de San Vicente, con el Centro y Los Cerros.

## Historia
La avenida ha ido creciendo junto el sector de San Vicente y corresponde al antiguo camino entre San Vicente y Talcahuano. Con el tiempo se fue poblando sus alrededores. 

## Ubicación
La avenida se origina en Calle Gálvez, siendo vehicular en 100 m, pasando por un costado de la estación Mercado y las siguientes cuadras es una vía peatonal, hasta el Puente de Arcos, corriendo paralelo a la vía férrea. Luego la vía férrea ocupa totalmente su lugar por varios metros. 100 m al norte del cruce la Unión, la calle se separa de la vía férrea, siguiendo el contorno de los cerros por el costado de San Vicente, hasta llegar a la subida del C° La Gloria y luego al cruce de Avenida La Marina y el puerto de San Vicente.

## Prolongaciones
- En el norte:
  - Calle Gálvez y Avenida Almirante Villarroel
- En el suroeste:
  - Avenida La Marina

## Puntos relevantes
Dentro de su trazado, la Avenida Almirante Juan José Latorre pasa por los siguientes puntos relevantes dentro de la intercomuna:
- Terminal de Buses Félix Adán
- estación Mercado
- Puente de Arcos
- Antigua Estación San Vicente
- Puerto San Vicente

- Datos: Q5713308